# Doudou Wade
Pour les articles homonymes, voir Wade.
Amadou Moustapha Wade, dit Doudou Wade, est un homme politique sénégalais, député dans l'Assemblée nationale élue en 2007 et président du groupe parlementaire Libéral et Démocratique (Parti démocratique sénégalais).
Né à Foundiougne, dans le Sine-Saloum, en 1960, il est le neveu de l'ancien président de la République, Abdoulaye Wade.